# HMS Good Hope (1901)
HMS Good Hope (Корабль Его Величества «Гуд Хоуп») — британский броненосный крейсер типа «Дрейк». Заложен 11 сентября 1899 года в Говане на верфи Fairfield Shipbuilding and Engineering Company под названием HMS Africa, но в ходе постройки переименован. Спущен на воду 21 февраля 1901 года. Введён в строй 8 ноября 1902 года, включён в состав 1-й крейсерской эскадры Атлантического флота.

## Конструкция

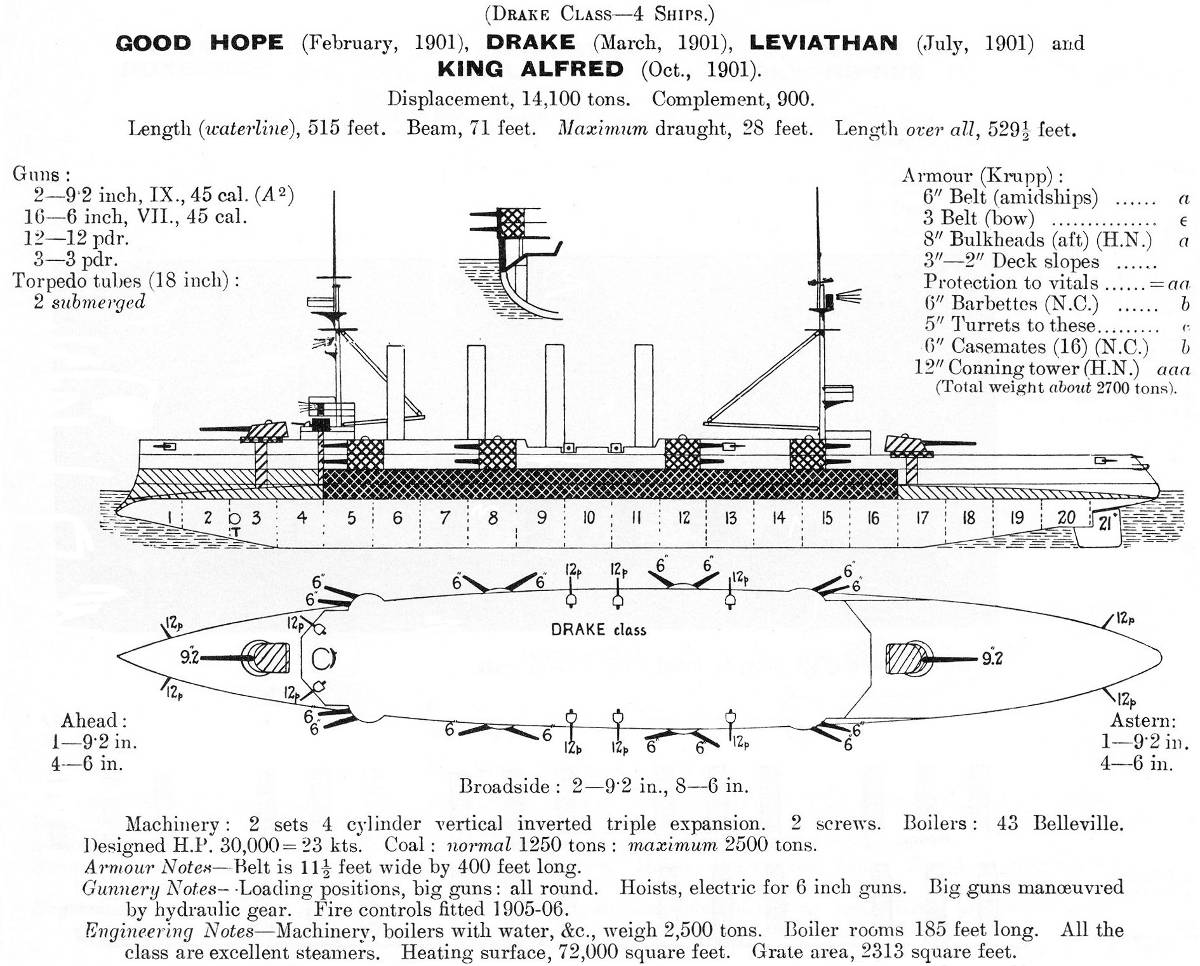
Броненосные крейсера типа «Дрейк». Схема.

### Силовая установка
Две паровые машины тройного расширения, 43 котла Бельвиля. Запас угля 2500 дл. тонн.

### Бронирование
Крупповская броня. Броневой пояс по ватерлинии корабля имел максимальную толщину 6 дюймов (152 мм) и сзади замыкался броневым траверзом толщиной 127 мм. Броня орудийных башен и барбетов была толщиной 152 мм, а броня казематов была толщиной 5 дюймов. Толщина броневой палубы колебалась от 1 до 2,5 дюйма (25-64 мм), а боевая рубка была защищена 12 дюймами (305 мм) брони.

### Вооружение
Основное вооружение состояло из двух 9,2-дюймовых (234 мм) орудий Mk X в одноорудийных башнях, по одному носу и на корме. Они стреляли 380-фунтовыми (172,4 кг) снарядами на максимальную дальность 15500 ярдов (14200 м). Артиллерия среднего калибра состояла из шестнадцати BL 6-дюймовых орудий Mk VII, которые были размещены в казематах в середине корпуса. Восемь из них были установлены на главной палубе и могли эффективно использоваться только в безветренную погоду. Они имели максимальную дальность около 12 200 ярдов (11200 м) стреляя 100-фунтовыми (45,4 кг) снарядами. Дюжина скорострельных 12-фунтовых 12 cwt орудий была установлена для защиты от миноносцев. Две 12-фунтовых 8 cwt пушки предназначались для поддержки десанта. На крейсере также находились три 3-фунтовых пушки Гочкиса и два 17,72 дюймовых (450 мм) торпедных аппарата.
Вес бортового залпа: 707 кг.

## Служба

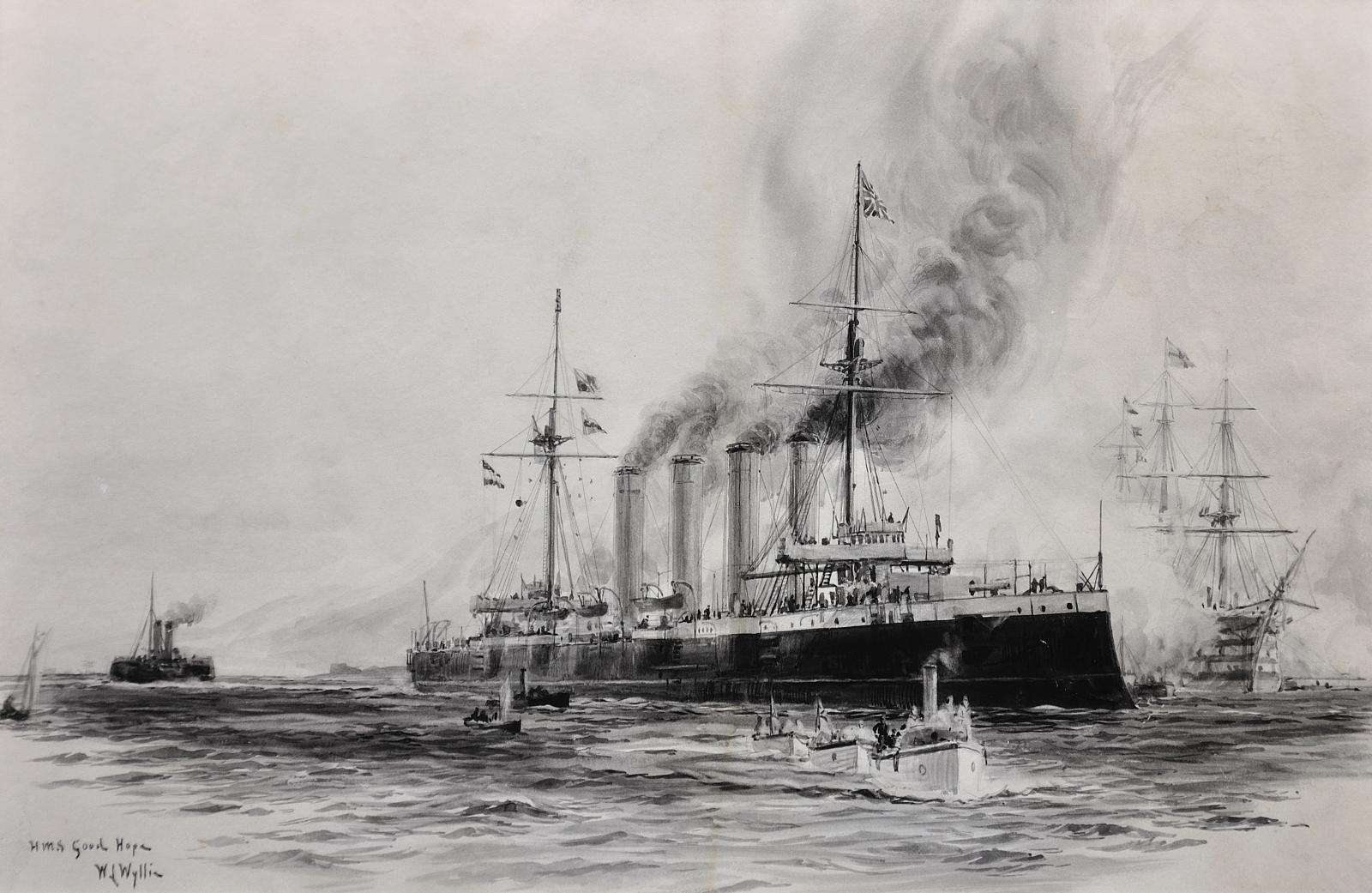
«HMS Good Hope» картина Уильяма Лайонела Уайли

Good Hope, названный в честь британской колонии на мысе Доброй Надежды, был заложен 11 сентября 1899 с названием «Африка» на верфи компании Fairfield Shipbuilding & Engineering. Крейсер получил своё название Good Hope 2 октября и спущен на воду 21 февраля 1901 года. Крейсер прибыл в Портсмут для достройки в декабре 1901 года. В 1906 году он стал флагманом 1-й Крейсерской эскадры Атлантического флота и два года спустя (во время посещения Южной Африки) был флагманом 2-й эскадры крейсеров. Good Hope был переведён в резерв в 1913 году.
Во время сражения при Коронеле на нём держал флаг контр-адмирал Крэдок, командующий британскими кораблями у восточного побережья Южной Америки. В результате сражения корабль затонул со всем экипажем. Погибло 919 человек, включая адмирала Крэдока.